# 정만석
정만석(鄭晩錫, 1758년 ~ 1834년)은 조선 후기의 문신이며, 우의정을 지냈다. 본관은 온양이다. 자는 성보(成甫), 호는 과재(過齋).

## 생애
정조 때 문과에 급제해 지평, 정언을 지내고 호남어사에 이어 호서 암행어사에 이어 연일현감으로 외직에 나가 민정을 돌보고 교리, 장령, 수찬을 거쳐 경상우도 암행어사로 나갔다가 돌아와 동래부사로 다시 외직에 나갔다가 공충도관찰사가 되고, 경상도관찰사를 지내고 홍경래의 난 때 관서위무사로 민심을 수습한 공으로 평안도관찰사가 되고, 한성부판윤으로 내직에 들어와 호조판서로 양례제조를 겸임, 이후 형조판서로 있다가 광주유수를 거쳐 다시 한성부판윤으로 선혜청당상을 겸임하고, 형조판서, 판의금부사, 병조판서, 한성부판윤을 두루 하고 한성부판윤, 형조판서, 판의금부사, 호조판서를 거쳐 판의금부사, 호조판서, 형조판서, 공조판서가 되고 판의금부사, 형조판서, 호조판서, 이조판서를 지낸 뒤 우의정까지 지냈다. 시호는 숙헌(肅獻)이다.